# Florida Oriental

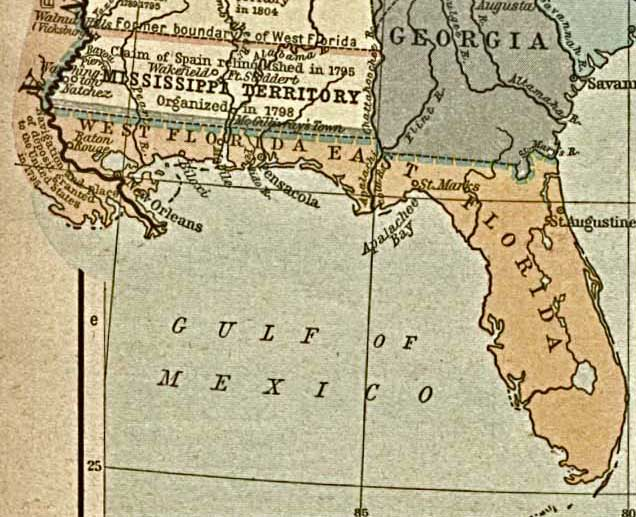
Les Florides Occidental i Oriental cap a 1803

La Florida Oriental sorgeix després de la divisió el 1763 de la Florida espanyola per Anglaterra després de la seva cessió per part d'Espanya en el Tractat de París (1763) que comprenia part de l'actual costa sud dels Estats Units des de l'illa d'Amelia fins als illots per la costa oriental i fins al riu Apalachicola per la costa occidental.

## Història

### Període Britànic
Els britànics van dividir els territoris rebuts en dues parts:
- Florida Oriental, amb capital a Sant Agustí. Ocupaba en gran manera la península d'aquest nom, que forma l'actual estat nord-americà de Florida.
- Florida Occidental, amb capital a Pensacola.

#### Segon Període Espanyol

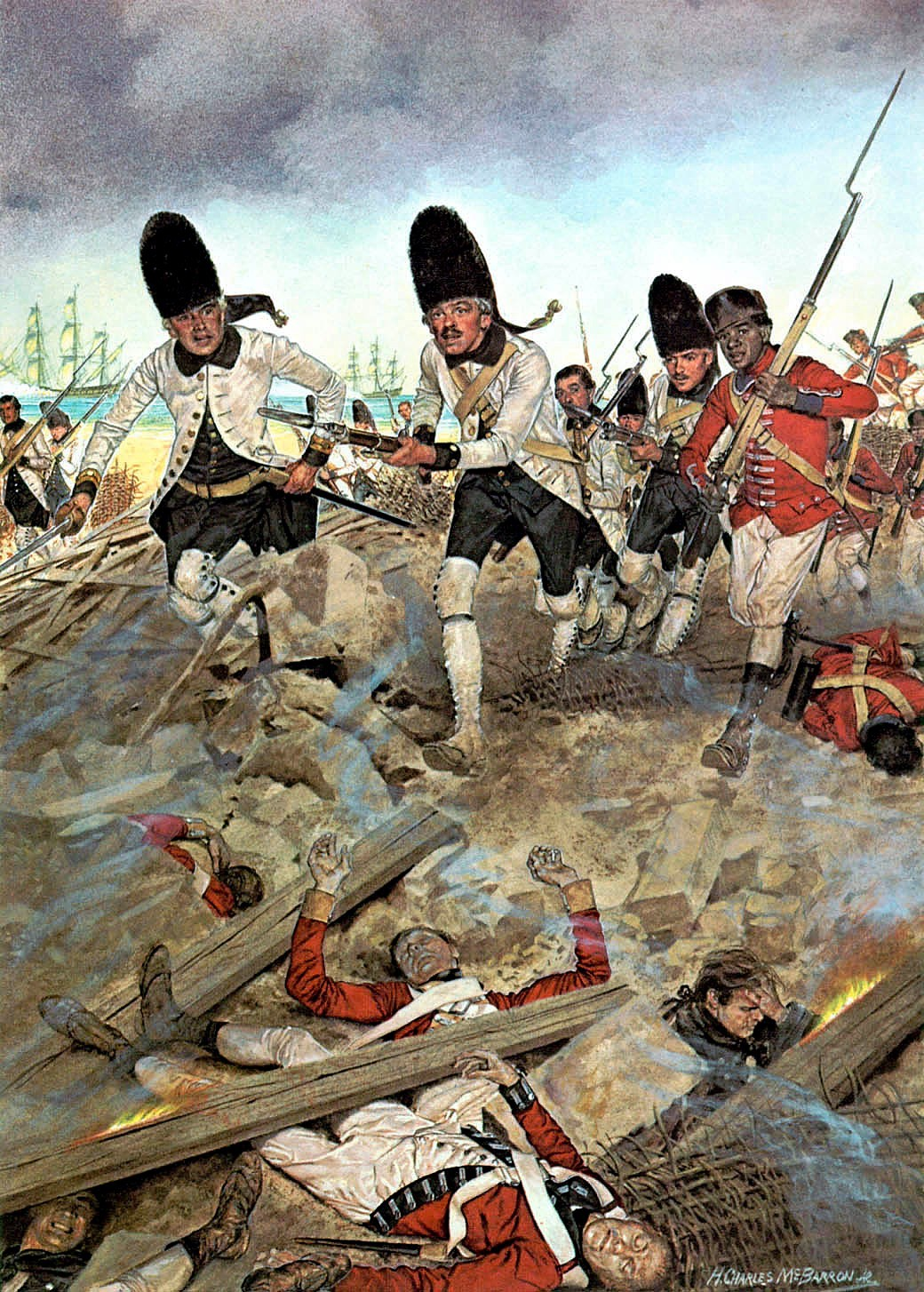
Granaders espanyols, Batalla de Pensacola.

El segon període sota sobirania espanyola es va produir durant la Guerra de la Independència dels Estats Units quan els espanyols van recuperar la Florida Oriental entre 1779 i 1780, i després la cèlebre victòria a la batalla de Pensacola (març-maig 1781) la Florida Occidental, on Bernardo de Gálvez i Madrid, governador espanyol de La Louisiana (espanyola des 1763) i per fer front als anglesos, va reunir tropes vingudes de les diferents ubicacions de l'Imperi i proveïments addicionals d'altres augmentant el seu exèrcit a uns 7.000 homes, cosa que, per l'època, era considerable. Aquest exèrcit va derrotar a les tropes angleses de John Campbell, aconseguint una victòria decisiva.

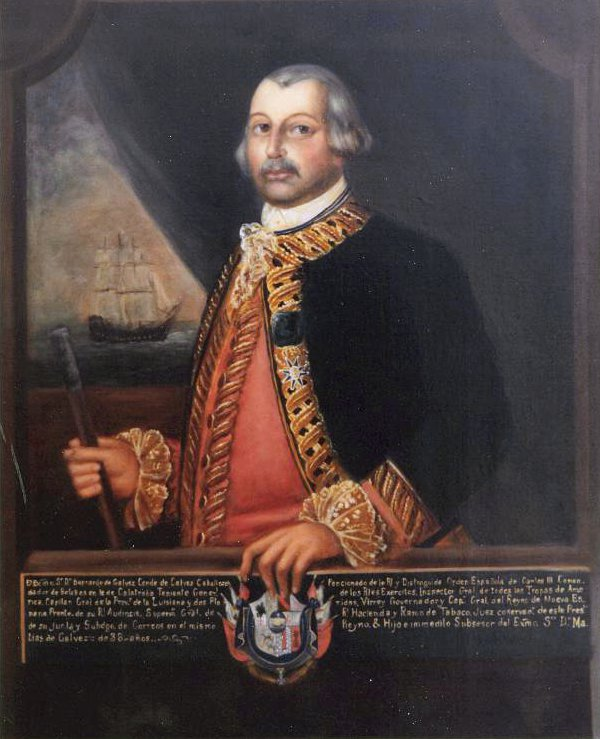
Bernardo de Gálvez i Madrid

Poc temps després, Gálvez es va apoderar de l'illa Nova Providència a les Bahames, avortant l'últim pla britànic de resistència, mantenint el domini espanyol sobre el Carib i accelerant el triomf de les armes nord-americans sobre els anglesos.
Al final de la guerra La Florida (Florida oriental i occidental) era tornada oficialment a Espanya pel Tractat de Versalles de 1783 i es reintegra a la Capitania General de Cuba, al virregnat de la Nova Espanya.

#### Independència de Florida i invasió nord-americana
Si bé la Florida va romandre oficialment sota la sobirania espanyola fins a 1821, aquesta no tenia un control total sobre el territori per les tendències independentistes de part dels seus habitants que durant el període de la intervenció francesa a la península Ibèrica entre 1808 i 1814 havien rebut influència de les idees revolucionàries franceses i per altra banda als enormes recursos que els espanyols van requerir per expulsar al major exèrcit d'aquell llavors.
Davant aquesta situació, el 29 de juny de 1817, el general Gregori MacGregor, va prendre militarment la ciutat de Amelia, situada a l'illa del mateix nom situada a la costa nord-oriental de la Florida, a 35 milles (56 km) al nord de Vacapilatca (avui Jacksonville) a la frontera amb Geòrgia, animant a la població per proclamar la independència d'Espanya i declarar la «República de la Florida», establint el seu capital a la localitat fortificada de Fernandina.
Sota les ordres del corsari francès Luis Aury, es va organitzar una flota que va participar activament en els esdeveniments que van succeir en la creació de la nació de la Florida, militaritzant la costa davant d'un inevitable invasió espanyola des l'Havana.

Aprofitant aquests esdeveniments el president nord-americà, James Monroe i el seu Secretari d'Estat, John Quincy Adams, van ordenar una invasió terrestre i marítima per apropiar-se de la Florida. El desembre de 1817, un gran desplegament militar nord-americà recolzat amb tropes espanyoles procedents de l'Havana, va desembarcar a Amelia i d'allà es van dirigir a Fernandina per sotmetre els rebels a sang i foc, capturant les autoritats que defensaven la insurgència a la Florida.

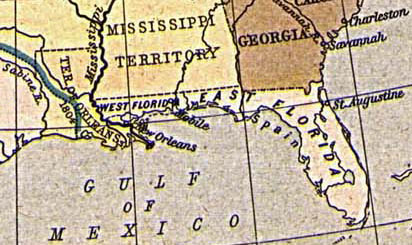
Les Florides Occidental i Oriental cap a 1810.

El 1818, Andrew Jackson va intervenir a la Florida Oriental en el que la història nord-americana s'anomena Primera Guerra Seminola i aquest fet li va valer el suport popular al seu país i el del Govern.
La presència espanyola a les Florides (Florida Occidental i Florida Oriental) tocava al final després de l'inici de negociació del Tractat Adams-Onís, el 1819, pel qual Espanya es va veure forçada a vendre les Florides al govern nord-americà (sent president Monroe i secretari d'Estat John Quincy Adams), a canvi de preservar les seves fronteres a l'Oest d'Amèrica del Nord i cinc milions de dòlars.
L'annexió nord-americana del territori va acabar finalment el 1821 quan el govern liberal que havia derrocat Ferran VII, va ratificar el tractat, any que va marcar el començament de les guerres contra les tribus seminola que habitaven la península per establir colons nord-americans i conformar el que és avui l'Estat més meridional dels Estats Units d'Amèrica.